# Ferro Carril Oeste (General Pico)
Club Atlético Ferro Carril Oeste de General Pico – argentyński klub piłkarski z siedzibą w mieście General Pico, leżącym w prowincji La Pampa.

## Osiągnięcia
- Udział w mistrzostwach Argentyny Nacional: 1984
- Mistrz ligi prowincjonalnej Liga Pampeana de Fútbol (14): 1941, 1948, 1960, 1968, 1974, 1976, 1977, 1980, 1981, 1983, 1984, 1995, 2003, 2005

## Historia
Klub założony został 24 czerwca 1934 roku. W pierwszej lidze Ferro Carril Oeste rozegrał jeden sezon w roku 1984, a w drugiej lidze dwa sezony - 1986/87 oraz 1987/88. Obecnie klub gra w lidze prowincjonalnej Liga Pampeana de Fútbol.